# Samsung Galaxy Watch

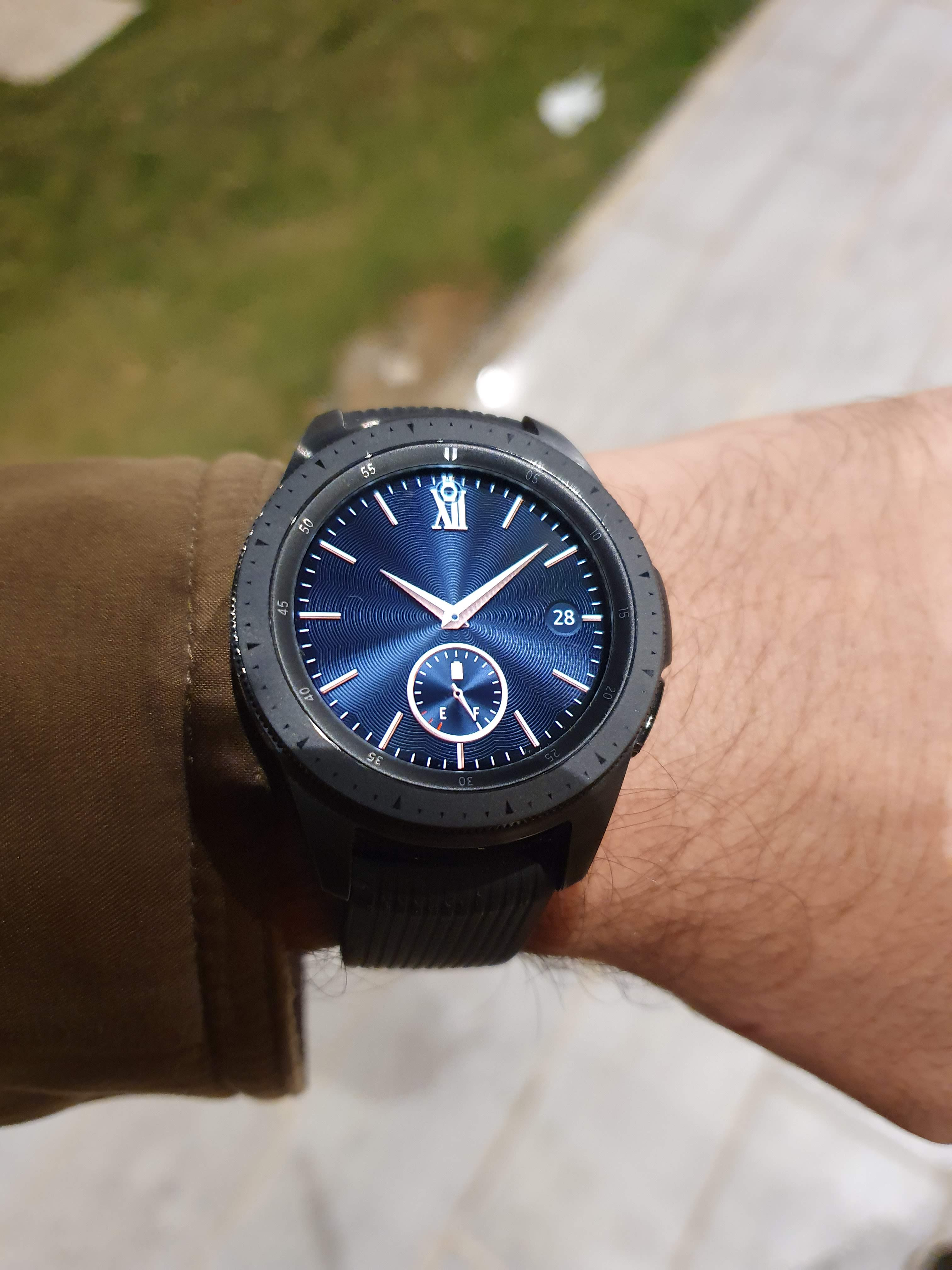
Un ceas Galaxy Watch negru

Samsung Galaxy Watch este un ceas inteligent dezvoltat de Samsung Electronics. A fost anunțat pe 9 august 2018. Galaxy Watch a fost lansat pe piață în Statele Unite pe 24 august 2018, în Coreea de Sud la anumiți operatori și magazine de retail pe 31 august 2018, iar pe piețe selectate suplimentare pe 14 septembrie 2018.
La 27 februarie 2021, la scurt timp după ce Galaxy Watch Active2 și Galaxy Watch3 au primit o actualizare care le-a deblocat funcția ECG pentru țările europene, Samsung a extins funcțiile ECG disponibile pe Galaxy Watch3 și le-a oferit și modelelor Galaxy Watch și Watch Active originale.

## Specificații
| Caracteristică      | Specificație |
| ------------------- | --- |
| Ecran               | Super AMOLED, 1.3 inch, 360 x 360 pixeli |
| Procesor            | Exynos 9110 |
| Memorie RAM         | 1.5 GB |
| Stocare internă     | 4 GB |
| Conectivitate       | Bluetooth 4.2, Wi-Fi 802.11 b/g/n |
| Senzori             | Accelerometru, giroscop, barometru, senzor de lumină ambientală, senzor de ritm cardiac                                                                  |
| Funcții de fitness  | Monitorizare automată a somnului, monitorizare a pașilor, monitorizare a distanței, monitorizare a caloriilor arse, monitorizare a ritmului cardiac, GPS |
| Alte caracteristici | Notificări smartphone, redare muzică, stocare muzică, rezistență la apă 5 ATM                                                                            |
| Baterie             | 472 mAh |
| Dimensiuni          | 41.8 x 44.6 x 12.7 mm |
| Greutate            | 80 g |